# NGC 2327
NGC 2327 is een reflectienevel in het sterrenbeeld Grote Hond. Het hemelobject werd op 31 januari 1785 ontdekt door de Duits-Britse astronoom William Herschel.

## Synoniemen
- CED 89B